# ひばり・チエミの弥次喜多道中
『ひばり・チエミの弥次㐂多道中』（ひばり・ちえみのやじきたどうちゅう）は1962年1月3日公開の日本のコメディ映画。
東映京都撮影所製作、カラー、シネマスコープ、85分。
シナリオクレジットの「高島貞治」は中島貞夫の高田宏治との共同ペンネームで、脚本作品も多い中島の脚本デビュー作。

## あらすじ
お君とおとしは芝居小屋の下足番。ふたりの楽しみは、本人たちはイケてると思っている芝居ごっこ。外では南町奉行所が法界坊と三太たち不届きな輩を捕まえようと大騒ぎ。どうやら陣頭指揮の与力・片山軍次兵衛には荷が重そう。芝居がはねて下足場も帰るひとたちで大騒ぎ。下足番の仕事でくたびれたふたりは、誰もいない舞台の上で歌ったり踊ったりで心を癒す。弾みで落ちた奈落で法界坊や地獄の熊吉たちの悪企みの相談をしているところへ遭遇。そこへ南町奉行所の捕り方が出現しておお立ち回り。今回は額にコブを作った甲斐があり、奮闘努力の片山の手柄で全員お縄。なぜかお君とおとしのふたりも御用で牢屋へ。実は法界坊は、麻薬の密売組織を摘発のため潜入している南町奉行所の筆頭与力・秋月七之丞。秋月は南町奉行に申し出て、今回の小物たちよりもっと大物、ほんとの悪党を摘発したいから、熊吉をそそのかしてふたりで牢破りをして、悪党探しの旅に出ると提案。やっと無罪放免になったお君とおとしは、ゴネて書いてもらった感謝状を持って、意気揚々と芝居小屋へ帰還。しかしこんな騒ぎに関わるのは御免だと、芝居小屋の六助はふたりに路銀を渡して旅へ出ろと宣告。つまりクビ。ということでお君が弥次さんで、おとしが喜多さんに扮して旅へ出ることに。その頃秋月は渡世人姿に替わり熊吉と上方を目指す。陰ながら補佐するのは片山軍次兵衛。旅の途中お君とおとしは、茶屋で酒臭い水をタラ腹飲んで酩酊、地元の祭に潜りこんで神輿の担ぎ方を指導したり、民謡メドレーを歌って大はしゃぎ。花嫁行列を見てはセンチになったり。ふたりが苦手な片山が慌てて逃げ出したのがきっかけで、周囲が大混乱に陥りその弾みで宙に舞ったら、落ちた先が鬼吉たちが密談している閻魔堂で、そこでも大立ち回りでとにかく盛りだくさん。温泉宿へ泊まった夜、寝ぼけ眼のお君を男が優しく抱き寄せ耳元で「江戸にお帰り、幸せになるんだよ」と囁く。同じくおとしにも「女に帰えりな、いいお嫁になれるぜ」のやさしい言葉。その男・秋月は忠告のつもりなのだが、生まれて初めて男に抱かれたふたりの乙女心に火がついてしまう始末。もはや旅の目的は先を急ぐ秋月を追いかけることに。京都に着いた秋月は反物倉庫で開かれる密売組織の幹部会に首尾よく潜入。しかしそこに現れた、組織の影の首領に身分を見破られ万事休す。その悪党はこの旅に付かず離れずしていた、薬が商いの和泉屋多左衛門の真の姿。そこにお君とおとしが加勢に現れ最後の大立ち回り。形勢は不利ではあったが、京都所司代からの応援で見事悪党たちを成敗。「いっしょに江戸に帰ろう」という秋月に首を振るふたり。この京都でもう一度青春を開き直すと、再び芝居小屋の下足番で働くふたり。泣いて笑って、歌って踊って楽しい旅ではあったが、ふたりの絆を強め一回り成長できた旅でもあった。ふたりで踊る二人三番叟も艶やかでイケてます。

## スタッフ
- 企画：栄井謙・神戸由美
- 監督：沢島忠
- 脚色：鷹沢和善・高島貞治
- 撮影：山岸長樹
- 照明：安田興一
- 録音：平太郎
- 美術：鈴木孝俊
- 音楽：米山正夫
- 編集：宮本信太郎
- 記録：田中美佐江
- 装置：西川春樹
- 装飾：清水悦夫
- 美粧：林政信
- 結髪：妹尾茂子
- 衣裳：岩逧保
- 擬斗：足立伶二郎
- 進行：神先頌尚

## キャスト
- お君 - 美空ひばり
- おとし - 江利チエミ
- 法界坊、秋月七之丞 - 東千代之介
- 片山軍次兵衛 - 千秋実
- 六助 - 堺駿二
- 和泉屋多左衛門 - 山形勲
- 清十郎 - 田中春男
- 神楽の勘次 - 河野秋武
- 茶店のおやじ - 夢路いとし
- 茶店のおやじ -喜味こいし
- 三太 - 花房錦一（香川武彦)
- 地獄の熊吉 - 加賀邦男
- 南町奉行 - 中村時之介
- 辰五郎 - 中村錦司
- 熊吉の子分 - 汐路章
- 三太の子分 - 伊吹幾太郎
- 大丸巌
- 尾上華丈
- 片岡半蔵
- 八汐路佳子
- 木嶋修次郎
- 長田健二
- 島田秀雄
- 唐沢民賢
- 有島竜司
- 倉岡伸太郎
- 大月正太郎
- 神木真寿雄
- 大城泰
- 島田兵庫
- 松川純子
- 高橋漣
- 大浦和子
- 泉春子

## 同時上映
- 『若き日の次郎長 東海道のつむじ風』

## ネット配信
- 東映時代劇YouTube：2023年5月26日（JST） - 同年6月4日23:59（JST）